# Johann Friedrich von Katte
Johann « Hans » Friedrich von Katte (né le 9 mars 1698 et mort le 29 mars 1764 à Berlin) est un lieutenant général prussien et chef du 3e régiment de cuirassiers du Corps

## Biographie

### Origine
Johann Friedrich est le fils de Heinrich Christoph von Katte (né le 26 avril 1675 et mort le 21 novembre 1743) et de son épouse Ursula Dorothea von Möllendorff (née le 8 décembre 1678 et morte le 28 juillet 1747). Son père est seigneur de Kamern et Scharlibbe, président de chambre de l'archevêque de Magdebourg, conseiller privé (de), gouverneur de Calbe et chevalier de l'ordre De la Générosité. Sa mère est la fille de Johann Friedrich von Möllendorf et de Berta Katharina von Bismark de la branche de Schönhausen. Son oncle est le maréchal Hans Heinrich von Katte. Le ministre prussien de la Guerre Heinrich Christoph von Katte (de) (1699-1760), les généraux prussiens Bernhard Christian von Katte (de) (1700-1778), Karl Aemilius von Katte (de) (1706-1757) et le major et chef de régiment August von Katte (de) (1711-1779) sont ses frères.

### Carrière militaire
Katte a été recruté par son oncle pour son 9e régiment de cuirassiers. Il y devient lieutenant le 25 septembre 1717, capitaine en 1730 et major le 3 octobre 1730. Cela dure jusqu'au 31 juillet 1739, date à laquelle il est nommé lieutenant-colonel, et le 14 mai 1743, il est promu colonel. Lors de la première guerre de Silésie, il se distingue dans les batailles de Hohenfriedberg, Soor et Kesselsdorf.
En avril 1747, il reçoit le grade de major général avec un brevet daté du 2 décembre 1743. En septembre 1747, il est nommé chef du 3e régiment de cuirassiers. Le 22 mai 1756, il est promu lieutenant général. La même année, il participe à la bataille de Lobositz. L'année suivante, il participe à la bataille de Prague et à la bataille de Kolin. Le régiment s'installe ensuite en Lusace. Lors de la bataille de Breslau, il peut à nouveau se distinguer et devient commandant par intérim de la ville après la bataille. Le général Lestwitz (de) doit alors reprendre la ville. Entre-temps, les Autrichiens ont encerclé la ville et Katte négocie la rétrocession ; Lestwitz n'a d'autre choix que d'accepter les conditions négociées. Pour cela, tous deux sont traduits en cour martiale. Katte est condamné à un an et Lestwitz à deux ans de prison, et tous deux sont libérés de l'armée par le roi. Katte meurt à Berlin en 1764 et est enterrée dans la crypte familiale de Wust.

### Famille
Johann est mariée depuis le 7 avril 1738 avec Henriette Katharina Truchsess von Waldburg (née le 13 septembre 1714 et morte le 3 décembre 1791). Le couple a un fils et une fille. Son fils Friedrich Heinrich (1740-1813) devient lieutenant général prussien.